# Holland Centraal
Stichting Agglomeratie Omroep Holland Centraal was de publieke lokale omroep voor de Leidse regio, in de Nederlandse provincie Zuid-Holland. In 2019 verviel de gemeente Leiden als verzorgingsgebied en is Holland Centraal nog de officiële lokale omroep voor de gemeenten Oegstgeest, Voorschoten en Zoeterwoude. 
De omroep verzorgt programma's via radio, televisie, teletekst, tv-krant en internet. Deze uitzendingen zijn gericht op de bewoners en bestaan, zoals voorgeschreven door de Mediawet, voor zeker 50 procent uit informatie, cultuur en educatie. 
Holland Centraal bestaat voor het grootste deel uit vrijwilligers en wordt deels gefinancierd met subsidies van de gemeenten in het uitzendgebied. Daarnaast heeft de omroep enige inkomsten uit advertentiegelden. Holland Centraal is redactioneel onafhankelijk. 
Wassenaar behoorde ook tot het verzorgingsgebied van Holland Centraal door de overname van N44FM. Echter door het wegvallen van het opstelpunt van de zender kon de 107.9FM niet meer aan blijven staan. In de loop van 2008 heeft Midvliet, de lokale omroep van Leidschendam-Voorburg, het verzorgingsgebied Wassenaar overgenomen.
Sinds woensdag 30 september 2009 zijn de programma's van Unity FM te horen via de frequenties van Holland Centraal in plaats van eigen producties van de omroep. Overigens werd een deel van de programmering van Holland Centraal opgenomen in de programmering van Unity.
In december 2018 werd bekend dat Holland Centraal in de gemeente Leiden wordt ingewisseld voor Lorelei als lokale omroep. Een voorgenomen bezwaar door Holland Centraal werd in februari 2019 ingetrokken.